# Kamrai sövényhiány

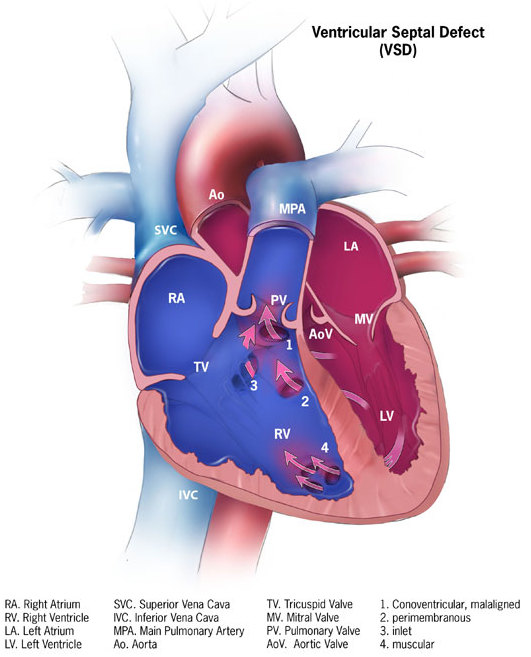
Kamrai sövényhiány diagramja. A defektusok számokkal (1-4) vannak jelölve. A hangsúly a bal kamrából a jobba kerülő vérmennyiségen van, amely a nyomás mértéke miatt jelentősebb, de a lyukakon a vér mindkét irányba folyhat, keveredhet.

A kamrai sövényhiány (angol neve: ventricular septal defect, orvosi szaknyelvben rövidítése VSD) veleszületett szívfejlődési rendellenesség, melyben a szív jobb és bal kamráját elválasztó izmos-hártyás falon (sövény) egy vagy több lyuk (defektus) helyezkedik el. Az egyik leggyakoribb szívfejlődési rendellenesség. Számos másik, komplex szívbetegséggel vagy gyakran fordul elő együtt, vagy azoknak a részét képezi (pl. Fallot-tetralógia).

## Tünetei és kórélettana
A bal kamra a tüdőből származó oxigéndús vért szállítja az aortán át a test többi részébe, míg a jobb kamra az onnan visszatérő, oxigénszegény vért szállítja vissza a tüdőbe. A sövényen jelenlévő lyukakon a kétfajta vér keveredik. 
Ennek következménye, hogy a bal kamra kevésbé oxigéntelített vért szállít a szervezetbe, teljes szervezeti hypoxiát okozva. Ez megnöveli a szervezet vérigényét és a szív túlterhelését, erőteljesebb, illetve gyorsabb pumpálásra való ingerlését eredményezi. A szervezet, érzékelve az oxigénhiányt, szaporább légzéssel próbálja a hibát kompenzálni. Az oxigénhiány fáradékonysághoz, levertséghez is vezet.
Hosszabb távon, kezelés nélkül a szív túlterhelése szívelégtelenséghez, a jobb kamrába, majd onnan a tüdőbe áramló fölösleges vér pedig a tüdőartériákban magas vérnyomáshoz (pulmonáris hipertónia) vezet; ez utóbbi hosszabb távon a tüdőerek és keringésük károsodásához vezethet.

## Kezelése
A kamrai sövényhiány kezelése nagy mértékben függ a defektusok számától és méretétől. Kisebb mértékű sövényhiány esetén csak megfigyelés indokolt, esetleges gyógyszeres kezeléssel, amely lecsökkenti a megnövekedett szívterhelést.
Amennyiben a hiba súlyos, illetve végleges terápia indokolt, ez általában nyitott szívműtéttel történik, még gyermekkorban. Ekkor a defektusokat műanyag folttal, esetleg varrattal korrigálják. A műtét utáni prognózis rendkívül jó; néhány esetben a foltok nem illeszkednek kellően jól, így kisebb defektusok fennmaradhatnak, viszont ezek az esetek döntő többségében fél éven belül eltűnnek. A sebészeti beavatkozáson átesett betegek később csak rutinvizsgálatokra kell bejárjanak, ezeken felül viszont aktív, egészséges életet élhetnek.